# Ina Coolbrith
Ina Coolbrith (ur. 10 marca 1841 w Nauvoo, zm. 29 lutego 1928 w Berkeley) – poetka amerykańska.

## Życiorys
Ina Coolbrith przyszła na świat 10 marca 1841 roku jako Josephine Donna Smith, córka Dona Carlosa Smitha, brata założyciela mormońskiej wspólnoty religijnej Josepha Smitha i Agnes Moulton Coolbrith. Jej ojciec zmarł, kiedy jeszcze była dzieckiem. Matka opuściła kościół mormoński i ponownie wyszła za mąż. Rodzina przeprowadziła się do Kalifornii, gdzie panowała wtedy gorączka złota. Poetka kształciła się w Los Angeles. Jako nastolatka opublikowała swoje pierwsze wiersze w tamtejszych czasopismach. Wcześnie wyszła za mąż za Roberta B. Carsleya. Małżeństwo okazało się nieudane. Zmarło jej dziecko. Po trzech latach rozwiodła się. W 1865 przyjęła za swoje nazwisko panieńskie matki i zaczęła występować jako Ina Donna Coolbrith, albo w skrócie Ina D. Coolbrith. Osiedliła się w San Francisco, gdzie wspólnie z Bretem Harte wydawała pismo Overland Monthly. W 1874 adoptowała troje sierot. Została bibliotekarką. Przez dwadzieścia lat pracowała w Oakland Free Public Library, gdzie się zetknęła z młodym Jackiem Londonem i Isadorą Duncan. W wielkim trzęsieniu ziemi i pożarze San Francisco w 1906 roku zniszczeniu uległy liczne jej prace. Zmarła 29 lutego 1928 roku w Berkeley. Została pochowana na Oakland’s Mountain View Cemetery. W Kalifornii istnieje Koło Iny Coolbrith (Ina Coolbrith Circle).

## Twórczość
Ina Coolbrith wydała między innymi tomiki A Perfect Day, and Other Poems (1881), The Singer of the Sea (1894), Songs from the Golden Gate (1895) i California (1918). W 1915 została pierwszą poetką-laureatką stanu Kalifornia. Do jej najbardziej znanych wierszy należy Longing.